# Philip Sendak
Philip Sendak (* 15. September 1894 in Zambrów; † Juni 1970 in Englishtown, Monmouth County, New Jersey) war ein amerikanischer Geschäftsmann. Als Kinderbuchautor wurde er durch das postum erschienene Buch In Grandpa’s House bekannt, das von seinem Sohn Maurice Sendak illustriert wurde.

## Leben
Philip Sendak wurde in einem Schtetl im zaristischen Russland (heute Polen) in einer jüdischen Familie geboren. Sendaks Vater war ein Geschäftsmann, der mit Holz handelte und einen Laden besaß. Gemessen an den bescheidenen Standards der jüdischen Gemeinde galt seine Familie als wohlhabend. Philip hatte ein Liebesverhältnis mit einem Mädchen, das von den Eltern nach Amerika geschickt wurde. Philip folgte ihr, indem er 1913 ebenfalls nach New York emigrierte. Als er ankam, war sie bereits mit einem anderen Mann verheiratet. 1915 heiratete er Sarah (Sadie) Schindler, wie er aus einer jüdischen Familie in Polen stammend und vor kurzem immigriert. Sendak arbeitete als Schneider in New York. 1919 bekamen sie mit Natalie (Stacie Nettie) ihr erstes Kind, 1923 folgte Jack und 1928 ihr drittes Kind Maurice. Philip Sendak war Schneider, und betrieb zusammen mit drei Partnern einen kleinen Schneidereibetrieb, der Ende der 1920er Jahre im Zuge der Wirtschaftsdepression schließen musste. Philip Sendak erzählte gern Geschichten. Sowohl Maurice als auch Jack, die beide bekannte Kinderbuchautoren wurden, führten einen Teil ihrer Begabung auf diese frühe Prägung zurück.
Die polnische Heimat von Philip Sendak war im Zuge des Hitler-Stalin-Paktes an die Sowjetunion gefallen. Nachdem 1941 die Wehrmacht die Sowjetunion überfiel, wurden Sendaks Vater und alle weiteren Verwandten, die nicht rechtzeitig emigriert waren, im Holocaust von Deutschen und ihren Helfern ermordet. Sendak erhielt diese Nachricht Ende 1941 in einem Brief.
1968 verstarb Sendaks Frau Sadie. Um den trauernden Witwer aufzumuntern und um dessen Erzählungen festzuhalten, brachte Maurice Sendak seinen 75-jährigen Vater im Folgejahr dazu, seine Geschichten aufzuschreiben. Philip Sendak tat dies auf Jiddisch. 1970 verstarb er. Fünfzehn Jahre später erschienen seine Geschichten unter dem Titel In Grandpa’s House mit Illustrationen seines Sohns Maurice. Das Werk, das teils autobiographische Züge trägt und teils die Abenteuer eines kindlichen Protagonisten namens David schildert, wurde von der Kritik überwiegend positiv aufgenommen. Der Rezensent der New York Times sah in den Geschichten eine Nachricht aus einer „verzauberten Vergangenheit“. Wer die Werke von Philip und Maurice Sendak nebeneinander lese, werde Zeuge eines „liebevollen Dialogs“ miteinander und mit dem Leser. In Publishers Weekly werden die Autobiographie und die David-Geschichten als zwei Geschichten gesehen, die sich „nahtlos zu einer Parabel fügen“, die für Juden und Nicht-Juden gleichermaßen wie für Kinder und Erwachsene voller Bedeutung stecken. Die Reviewerin im School Library Journal hielt das Buch für eine „nachdenklich machendes Stück Schtetl-Philosophie“, das jedoch eher für Erwachsene mit einer Verbindung zur „Alten Welt“ geeignet sei, als für moderne amerikanische Kinder. In Grandpa’s House wurde ins Deutsche übersetzt, und wurde mit dem IRA/CBC Children's Choice Book Award der Children’s Book Council/International Reading Association ausgezeichnet.

## Werk
- In Grandpa’s House, mit Illustrationen von Maurice Sendak, aus dem Jiddischen übersetzt von Seymour Barofsky. Harper & Row, New York 1985.
  - In Grossvaters Haus, mit Illustrationen von Maurice Sendak, aus dem Amerikanischen übersetzt von Barbara Henninges. Diogenes, Zürich 1987, ISBN 3-257-00686-1.